# Tenedos certus
Tenedos certus là một loài nhện trong họ Zodariidae.
Loài này thuộc chi Tenedos. Tenedos certus được Rudy Jocqué & Ubick miêu tả năm 1991.